# Dálniční křižovatka Hochfranken
Autobahndreieck Hochfranken (zkráceně též Dreieck Hochfranken nebo Hochfrankener Dreieck; zkratka AD Hochfranken) je křižovatka dvou německých dálnic, nacházející se ve spolkové zemi Bavorsko u města Hof. Kříží se zde dálnice A 72 s dálnici A 93.

## Poloha
Dálniční křižovatka se nachází na území obce Trogen severovýchodně od jeho obydlené části. Dalšími obcemi v okolí jsou Feilitzsch, Weischlitz a Triebel. Křižovatka se nachází na kraji lesa Stegenholz mezi říčkami Regnitz a Langenlohbach. Dominantou místa jsou větrné elektrárny, kterých se okolo dálniční křižovatky nachází deset. Dohromady tvoří dva větrné parky; jihozápadně od křižovatky Větrný park Trogen I (něm. Windpark Trogen I) čítající 5 větrných elektráren a severovýchodně od křižovatky Větrný park Trogen II (něm. Windpark Trogen II) rovněž o 5 větrných elektrárnách.
Nejbližší větší města jsou Hof (asi 9 km po dálnici A72 na západ), Chemnitz (asi 90 km po dálnici A72 na severovýchod) a Řezno (asi 180 km po dálnici A93 na jih). Současně je to německá dálniční křižovatka, která se nachází nejblíže území České republiky, neboť česko-německá hranice je od ní vzdálená asi 20 km.

## Popis
Autobahnkreuz Weinsberg je mimoúrovňová křižovatka dálnice A 72 procházející jihozápado-severovýchodním směrem (Hof - Chemnitz - Lipsko) a dálnice A 93 procházející severo-jižním směrem (Hof - Řezno - Kufstein). Současně po ní prochází i evropská silnice E441, a to západo-východním směrem. Na dálnici A 72 je označena jako sjezd 4 a na dálnici A 93 je označena jako sjezd 1.
Autobahndreieck Hochfranken je tříramenná mimoúrovňová křižovatka provedená jako trojúhelníková.

## Historie výstavby
Dálniční křižovatka dálnice A 72 s dálnicí A 93 byla plánovaná teprve od 90. let 20. století, a to přesto, že dálnice A 72 byla v místě křižovatky dokončena a zprovozněna již před rokem 1940 a dálnice A 93 byla od svého počátku plánována k městu Hof. Avšak v 60. až 80. letech 20. století byla dálnice A 93 trasována od města Rehau odlišně; nikoli severně tak, aby vytvořila východní obchvat města Hof a zaústila do dálnice A 72, nýbrž západně tak, aby vytvořila jeho jižní obchvat a zaústila do dálnice A 9. Důvodem je několik navzájem propojených skutečností. Jednak úsek dálnice A 93 severně od města Rehau vede těsně u hranice spolkových zemi Bavorsko a Sasko, což byla do znovusjednocení Německa současně i hranice mezi Spolkovou republikou Německo a Německou demokratickou republikou. Jednak úsek dálnice A 72 od sjezdu Hof/Töpen k hranicím s Německou demokratickou republikou byl od roku 1951 uzavřen. A konečně i proto, že do sjednocení Německa měla dálnice A93 zejména zlepšit dopravní spojení do města Hof a teprve až po sjednocení Německa začalo být uvažováno dopravní spojení Řezna se Saskou Kamenicí a Drážďany.
Autobahndreieck Hochfranken byl zprovozněn v roce 2000 spolu s úsekem dálnice A 93 od křižovatky po město Rehau.

## Dopravní zatížení
V průměru projede křižovatkou 27 000 vozidel denně, což z ní činí jednu z nejméně vytížených dálničních křižovatek v Německu.